# ベネデット・ルティ
ベネデット・ルティ（Benedetto Luti、1666年11月17日  - 1724年6月17日）はイタリアの画家である。「古典主義」の画家の一人とされる。

## 略歴
フィレンツェで生まれた。父親に勧められて、フィレンチェでアントン・ドメニコ・ガビアーニ(Anton Domenico Gabbiani)の工房で学んだ。フィレンツェの修行時代にトスカーナ大公コジモ3世の支援を受けるようになり、1691年にローマに留学することができた。ローマではチロ・フェルリ(Ciro Ferri:1634-1689)のアドバイスを受け、カルロ・マラッタ(Carlo Maratta:1625–1713)やフランチェスコ・トレヴィザーニ(Francesco Trevisani:1656-1746)らが代表するイタリアの「古典主義」を引き継ぎ、18世紀の初めにはジュゼッペ・バルトロメオ・チアリ(Giuseppe Bartolomeo Chiari:1654-1727)とともにその代表的な画家になった。また美術収集家、美術品ディーラーにもなった。
大作を描くことは少なかったが、ローマ、パラッツォ・コロンナ（コロンナ宮殿）の王座の間の装飾画などを描いた。
在ローマ・フランス・アカデミーで絵画を教え、ルティが教えた学生にはジョバンニ・パオロ・パンニーニやジャン＝バティスト・ヴァン・ロー、ジョヴァンニ・アントニオ・グレコリーニ、シャルル＝アンドレ・ヴァン・ローらがいる。ローマのアカデミア・ディ・サン・ルカの会員であり、1720年に会長(会長職は1年任期である。)になった。

## 作品

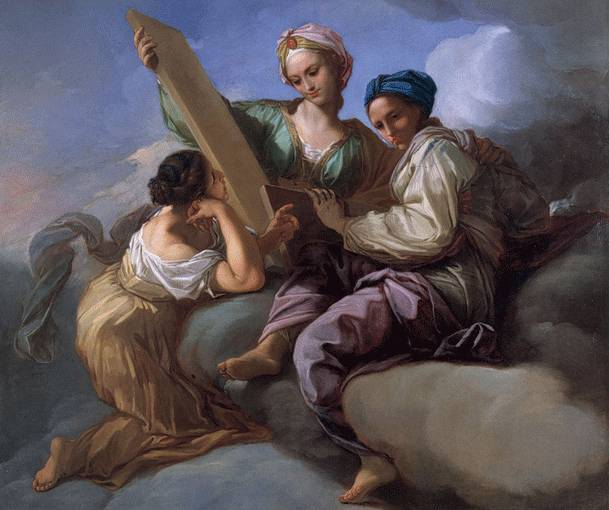
「知恵の寓意」
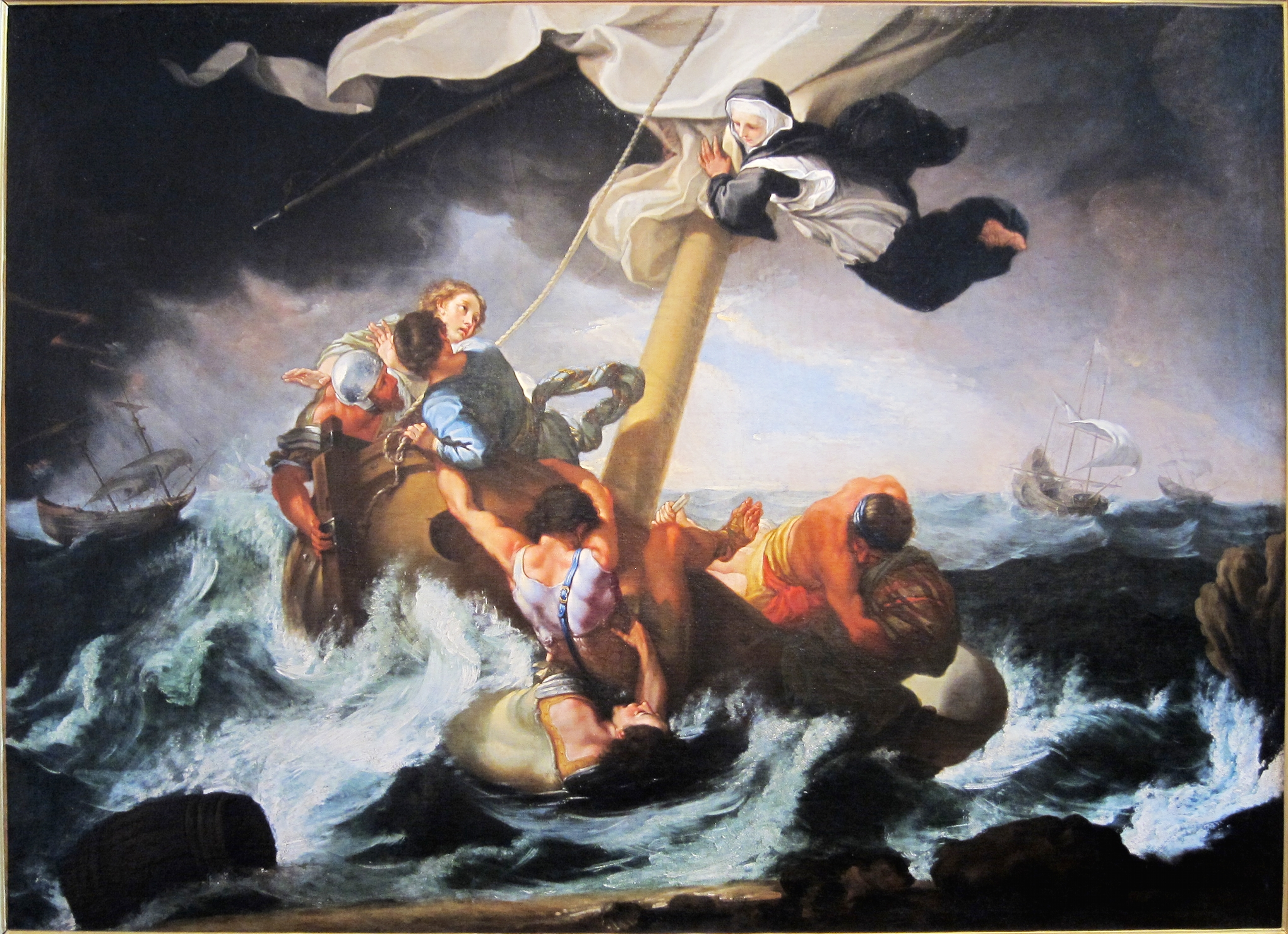
難破船を救う聖トマス」
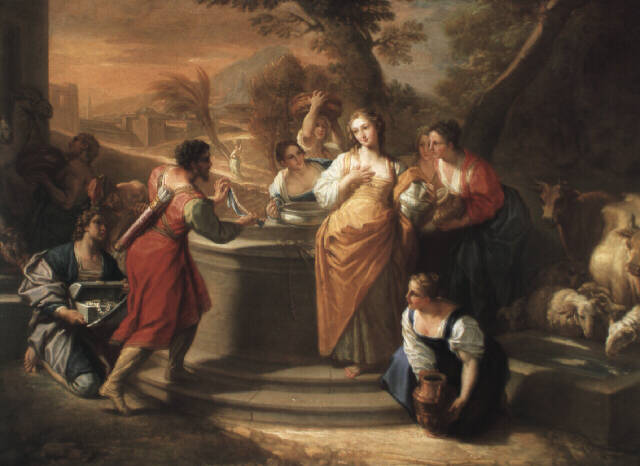
井戸の前のリベカ
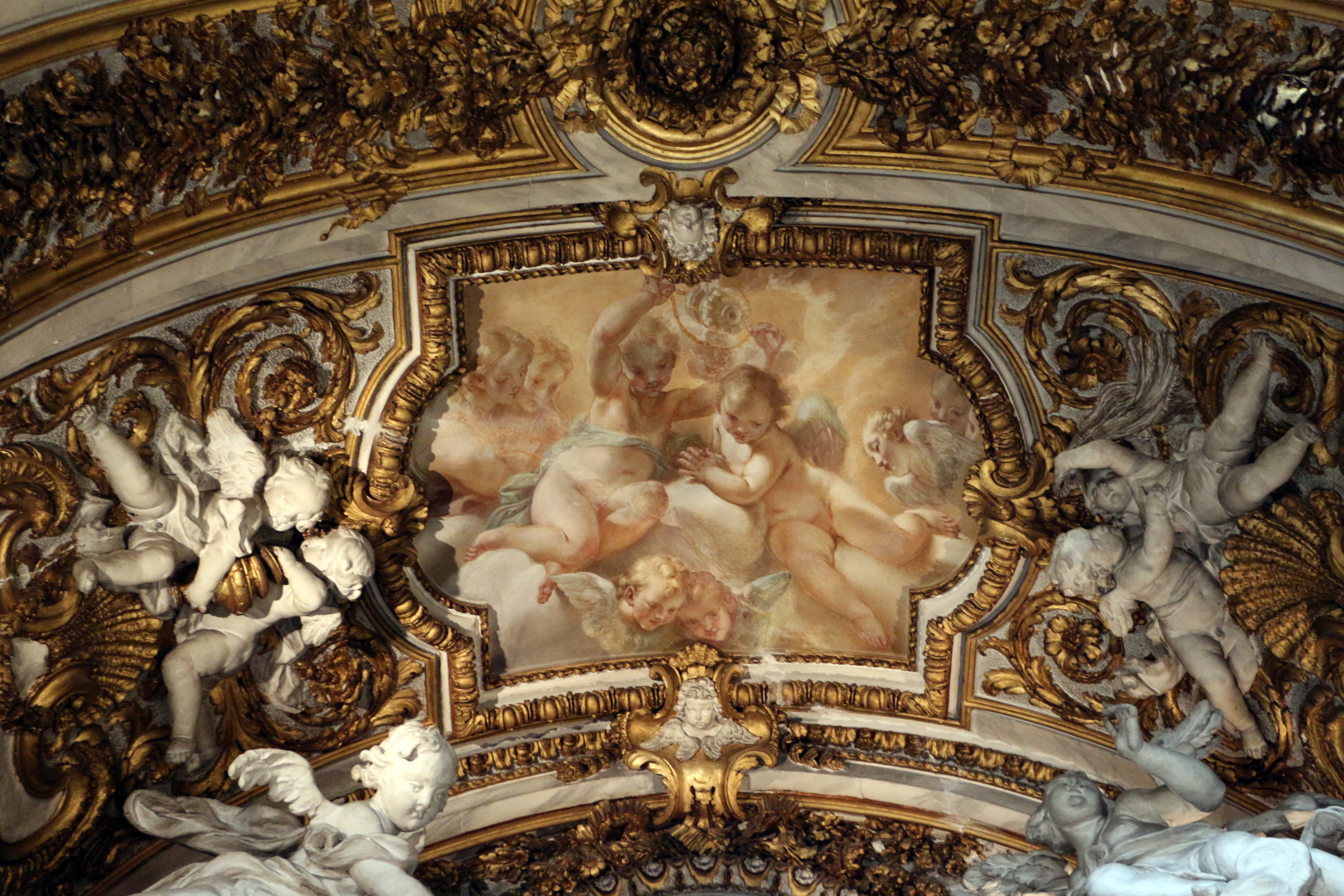
装飾画